# Еникышлак
Еникишлаг (азерб. Yeniqışlaq) — село в Нефтечалинском районе Азербайджанской Республики.
Прежнее название села — Ханкишлаги (азерб. Xanqışlağı).

## Население
Численность населения составляет 652 человека.

## Местное самоуправление
Входит в состав Еникишлагского муниципалитета.

## Образование
В селе есть средняя общеобразовательная школа имени А.Дадашова.